# Rivière Aigneau
Pour les articles homonymes, voir Aigneau.
La rivière Aigneau est un tributaire de la rivière aux Mélèzes dont les eaux se déversent successivement dans la rivière Koksoak et dans la baie d'Ungava. La rivière Aigneau coule dans le Nunavik, située dans la région du Nord-du-Québec, au Québec, au Canada.

## Géographie
Les versants hydrographiques voisins de la rivière Aigneau sont :
- côté nord : rivière aux Mélèzes ;
- côté est : rivière Caniapiscau ;
- côté sud : lac Châteauguay ;
- côté ouest : rivière Lefebvre, rivière Ikirtuuq, lac Vallerenne, lac Maricourt.

Le lac de tête (altitude : 403 m) de la rivière Aigneau est située à 9,9 km au nord-est du lac Vallerenne (altitude : 372 m) et 17,1 km au nord-ouest du lac Châteauguay (altitude : 335 m) qui se déverse dans la rivière Châteauguay.
La rivière Aigneau coule vers le nord-est en traversant quelques lacs. Sur son cours supérieur, elle recueille notamment les eaux de la décharge du lac Montgenault. En aval, la rivière traverse le lac Aigneau (longueur : 11,1 km ; altitude : 234 m) que le courant traverse vers le nord sur presque toute sa longueur. Puis la rivière recueille les eaux de la décharge du lac Drumlin (venant de l'est).
La rivière Aigneau se déverse sur la rive sud de la rivière aux Mélèzes ; cette confluence est désignée "Kannilirqiq". Elle est située à 24,2 km en amont de la confluence de la rivière aux Mélèzes avec la rivière Koksoak.

## Toponymie
Le toponyme rivière Aigneau été officialisé le 5 décembre 1968 à la Commission de toponymie du Québec.